# Kedyw

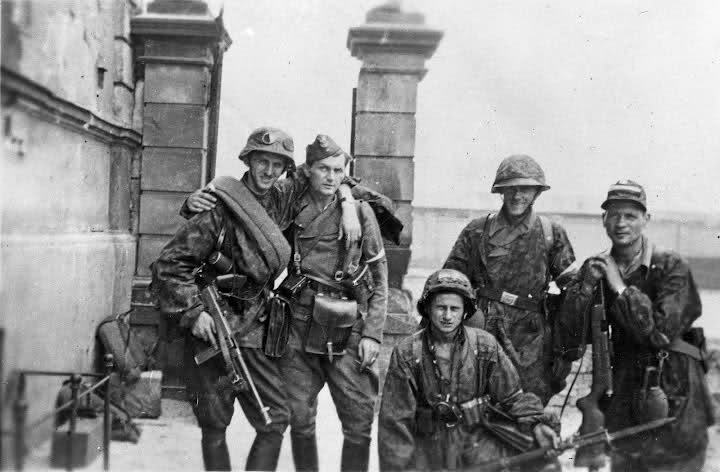
Des soldats du Kolegium "A" du Kedyw dans la rue Stawki dans l'arrondissement de Wola.

Le Kedyw (acronyme partiel du polonais Kierownictwo Dywersji, « Direction de la diversion ») est une unité de l'Armia Krajowa (résistance polonaise) pendant la Seconde Guerre mondiale. Elle mène des opérations de sabotage, de propagande et des opérations armées contre les forces et les collaborateurs allemands.